# 劉芷希
劉芷希（英語：Kimmy Low，1985年7月17日—），本名劉萊金，馬來西亞籍華裔女演員、主持、模特兒及2017年《香港珠寶小姐》冠軍，曾是無綫電視基本藝人合約兼邵氏兄弟經理人合約藝員。

## 簡歷
劉芷希自小在馬來西亞吉隆坡長大，畢業於昆士蘭大學食品科學及營養系，之後從事八個月營養師工作，再轉職高級銷售主管，但覺得未夠挑戰而投身模特兒行業，更贏取2011年《馬來西亞國際模特兒大賽》（Miss Malaysia International Model of the Year）冠軍。翌年，她奪得《中華小姐環球大賽》亞軍、「完美體態小姐」及「最高貴氣質小姐」三項殊榮，2017年再前往香港參加《香港珠寶小姐》，並獲得冠軍且選擇留港發展。她最初跟模特兒公司簽約，後因不愉快經歷而離開，同年底則通過朋友介紹加入無綫電視，成為旗下無綫電視基本藝人合約藝員。
2018年，劉芷希參演由李思捷執導的首部電影《一家大》，因在電影中展示出豐滿身材而為人認識，隨後又因拍攝避孕套廣告，再次受到網民注目。2019年，她與邵氏兄弟簽約，翌年於劇集《黃金有罪》內飾演舞小姐「莫莉莉」，是其第一個固定角色。2020年3月及5月，她因要照顧年事已高的父母而離開無綫電視及邵氏兄弟，並返回吉隆坡繼承父親的中藥批發生意，但仍對演戲抱感興趣，期望將來再度重返娛樂圈發展。她返回馬來西亞后主要担任营养师和模特儿导师，同年10月接拍新加坡灵异网剧《灵魂摆渡·南洋传说》。

## 事件

### 收到馬來西亞詐騙及勒索電話
2021年1月12日，劉芷希偕同任職機師的未婚夫在吉隆坡舉行記者會，透露自己曾收詐騙及勒索電話，希望藉此澄清和揭發事件。事緣去年初在香港接獲一名自稱「Irene」的女子電話，聲稱介紹代言工作給她；之後再有另一訛稱是地產商的男子使用 WhatsApp，暗示要跟她進行不道德交易 —— 陪睡以換取高報酬。她即時拒絕卻被對方不停致電騷擾，經與家人及未婚夫商量後，決定跟該男子繼續溝通以套取資料。直至該男子察覺騙局已被拆穿就變本加厲，計劃散播其不利消息，毀星途以勒索5萬馬幣（約9萬5千港元）。她基於擔心家人資料外洩及個人安全，加上從沒見過該名男子，更沒有簽署任何文件，於是選擇報警處理。

## 演出作品

### 劇集
| 首播             | 劇名               | 角色                         |
| TVB 香港無線電視 |                    |                              |
| 2018至2020年     | 愛·回家之開心速遞  | 競食大賽工作人員（第374集）  |
| 2018至2020年     | 愛·回家之開心速遞  | Jessica（第487、493集）      |
| 2018至2020年     | 愛·回家之開心速遞  | 星月宮主（第753集）          |
| 2018年           | 特技人             | Baby（第6集）                |
| 2018年           | 救妻同學會         | 女明星（第8集）              |
| 2019年           | 十二傳說           | 大學生                       |
| 2019年           | 解決師             | 珠寶店店員（第7集）          |
| 2019年           | 過街英雄           | 隋俊偉助手（第10、12、16集） |
| 2020年           | 十八年後的終極告白 | 雷亞哲女友（第1集）          |
| 2020年           | 黃金有罪           | 莫莉莉 (Lily)                |
| 2020年           | 降魔的2.0          | 瑠佩悅子（Etsuko）           |
| 2021年           | 失憶24小時         | Phoebe Hui                   |
| 2021年           | 伙記辦大事         | Luna                         |
| 2021年           | 逆天奇案           | 曾韻怡，阿怡 (CIB)           |
| 2024年           | 家族榮耀之繼承者   | Apple                        |
| 優酷/天下一      |                    |                              |
| 2024年           | 無懼               | 林影瑜                       |
| 愛奇藝           |                    |                              |
| 2021             | 灵魂摆渡·南洋传说  | 林宛兒                       |
| 馬來西亞         |                    |                              |
| 2018年           | 正義大聯盟         |                              |

### 綜藝節目
| 首播                | 節目名                 | 備註      |
| TVB8 香港無綫電視   |                        |           |
| 2017年              | 香港可以這樣玩 鐵路篇  | 第8集嘉賓 |
| TVB Big Big Channel |                        |           |
| 2017年              | 今期流行：城中美女排隊 | 主持      |
| TVB 香港無綫電視    |                        |           |
| 2018年              | 街坊廚神重出江湖       | 演出助手  |
| 2019年              | 玩轉獅門娛樂天地       | 固定演出  |
| 香港開電視          |                        |           |
| 2022年              | 重新出發               | 主持      |
| 其他                |                        |           |
| 2020年              | 董事廚房               | 固定演出  |

### 電影
| 首映      | 電影名             | 角色               |
| 香港      |                    |                    |
| 2018年    | 一家大             | 賣領帶售貨員       |
| 2018年    | 女皇撞到正         | Veronica           |
| 2018年    | 冒牌搭档           | 一哥女友           |
| 2019年    | 如珠如寶           | 洪雨雲秘書         |
| 馬來西亞  |                    |                    |
| 2017年    | 初戀凌晨一點半     | 鄭培妮             |
| 2017年    | 治療屍             | 醫 生              |
| 待查      | 頭條               | 阿 珍              |
| 美國      |                    |                    |
| 2018年    | 我的超豪男友       | Tini               |
| 網絡 騰訊 |                    |                    |
| 2021年    | 重案行动之捣毒任务 | 祝苹苹（Apple 姐） |

### 微電影
| 首映   | 電影名                       | 角色  |
| 香港   |                              |       |
| 2018年 | 約定你（香港珠寶購物節2018） | Kimmy |

### MV 音樂錄像
- 2020年：Happy Live《不是富二代》
- 2024年：Astro 新年专辑《开心龙龙Way》

## 曾獲獎項與提名
| 年份   | 獎項                                                     | 結果             |
| 2011年 | 馬來西亞世界模特兒大賽亞軍                               | 獲獎             |
| 2011年 | 馬來西亞國際模特兒大賽冠軍                               | 獲獎             |
| 2011年 | 馬來西亞世界華人美后冠軍                                 | 獲獎             |
| 2012年 | 馬來西亞世界旅遊小姐冠軍                                 | 獲獎             |
| 2012年 | 鳳凰衛視中華小姐環球大賽（東南亞賽區）亞軍               | 獲獎             |
| 2012年 | 鳳凰衛視中華小姐環球大賽（東南亞賽區）「完美體態小姐」   | 獲獎             |
| 2012年 | 鳳凰衛視中華小姐環球大賽（東南亞賽區）「最高貴氣質小姐」 | 獲獎             |
| 2012年 | 鳳凰衛視中華小姐環球大賽（世界賽區）                     | 提名（最後12強） |
| 2013年 | 馬來西亞世界小姐第5名                                    | 獲獎             |
| 2017年 | 香港珠寶小姐冠軍                                         | 獲獎             |

## 外部連結
- 劉芷希的新浪微博
- 劉芷希的Facebook專頁
- 劉芷希 Kimmy Low的Facebook專頁
- 劉芷希的Instagram帳戶
- 劉芷希香港影迷會的Instagram帳戶
- 劉芷希 - 邵氏兄弟（页面存档备份，存于）